# Sługa pomocniczy
Sługa pomocniczy – w zborach Świadków Jehowy, brat wspierający (pomocnik) starszych zboru w obowiązkach niezwiązanych z nauczaniem (odpowiednik diakona w innych wyznaniach chrześcijańskich). Kryteria wyboru: Biblia, 1 Tymoteusza 3:8–10, 12, 13. Nie ma ograniczeń co do liczebności sług pomocniczych w zborze. Dwa razy w roku, w trakcie wizyty w danym zborze nadzorca obwodu, po omówieniu zaleceń (jeżeli takie są) z miejscowym gronem starszych oraz po poznaniu kandydatów  do zamianowania – ochrzczonych mężczyzn – mianuje sług pomocniczych i starszych.
Słudzy pomocniczy zajmują się m.in.: zamawianiem i prowadzeniem rozdziału czasopism „Strażnica Zwiastująca Królestwo Jehowy” i „Przebudźcie się!” oraz innych publikacji Towarzystwa Strażnica (sługa literatury); kartotekami terenów do służby kaznodziejskiej (sługa terenów); zapiskami finansowymi zboru (dobrowolnych datków) (sługa kont zborowych), obsługą nagłośnienia (audio-wideo) w Sali Królestwa, koordynowaniem prac związanych z porządkiem i czystością w Sali Królestwa i innymi pracami. Niektórzy z nich wygłaszają wykłady biblijne na zebraniach, przeprowadzają niektóre punkty programu na „zebraniu w tygodniu” (Chrześcijańskie życie i służba), są lektorami (odczytują poszczególne akapity z artykułów do studium) na „zebraniu w weekend” (na studium Strażnicy) oraz w punkcie „zebrania w tygodniu”: zborowe studium Biblii (w razie potrzeby mogą go również prowadzić). Mogą też przewodniczyć na „zebraniu w weekend” oraz prowadzić zbiórkę do służby polowej oraz gdy jest mało starszych, mogą być zastępcami nadzorców grup służby kaznodziejskiej oraz sługami takich grup. Wiele tych zadań ma charakter techniczny, ale słudzy pomocniczy przede wszystkim „kochają Jehowę i przestrzegają Jego prawych norm. Mają też głęboką miłość do swoich chrześcijańskich braci i sióstr (Mat. 22:37-39)”.
Nadzorca grupy służby kaznodziejskiej wspiera i szkoli sług pomocniczych w grupie, pomagając im ubiegać się o dalsze zadania w zborze oraz zdobyć odpowiednie kwalifikacje. Sługa pomocniczy, który dobrze spełnia swe obowiązki i nabył kwalifikacji do usługiwania, może z czasem zostać starszym zboru. Sługa pomocniczy za swe usługiwanie nie pobiera żadnej gratyfikacji, ani też nie odróżnia się ubiorem od innych członków zboru. Nie są też zatrudnieni przez zbór ani żadną osobę prawną powiązaną ze Świadkami Jehowy. Określenie „sługa pomocniczy” nie jest stosowane jako tytuł czy zwrot honorowy.
Co jakiś czas korzystają z programu dla sług pomocniczych na Kursie Służby Królestwa oraz specjalnego programu podczas wizyty nadzorcy obwodu. Sługa pomocniczy, który przestałby spełniać kryteria, traci funkcję.